# TZ-45
Cette mitraillette   fut conçue par les frères 	Tonino et  Zorzoli Giandoso  et entra en production en 1945, d'où son nom.

## Présentation
Cette arme était une synthèse de pistolets-mitrailleurs des autres nations (mécanisme inspiré de la Sten britannique, manchon de la PPD soviétique, etc.). Elle était relativement efficace, mais est restée méconnue car elle n'apportait rien de réellement nouveau. Elle possède une crosse rétractable.
Seuls 6 500 exemplaires sortirent des usines avant la fin de la guerre et elle ne servit presque pas (sauf au sein de la Xe Flottiglia MAS). En 1978, il figurait dans l'arsenal des Brigades rouges.

## La BA 52: une variante birmane
Le PM TZ 45 fut également produit en série par les arsenaux birmans comme BA 52 entre 1952 et 1955. Cette arme, plus courte et légère, mesure 81 cm pour 3,8 kg chargée.

## Le TZ-45 à l'écran
Moins connu que le Beretta Modelo 1938, le PM TZ-45 apparait néanmoins dans quelques films italiens dont :
- Les Derniers Jours de Mussolini
- Guerre secrète (armant Nathalia jouée par Maria Grazia Buccella)
- Un flic explosif
- Pied plat sur le Nil (manié par Karl-Otto Alberty interprétant Le Suédois qui utilise aussi un Beretta 84)

## Sources
- Fiche sur secondeguerre.net
- CLINTON EZELL, EDWARD, Encyclopédie Mondiale des Armes légères, Paris, Pygmalion, 1980 et 1989 (1re et 2e éd° françaises).
- HOGG (IAN V) et WEEKS (JOHN), Les Armes légères du XXe Siècle, Paris, Éditions de Vecchi, 1981.
- W.FOWLER, A. NORTH & CH. STRONGE, L'Encyclopédie illustrée des pistolets, revolvers, mitraillettes & pistolets mitrailleurs, Terres éditions, 2013 (traduction française d'un ouvrage collectif anglais)
- L'Encyclopédie de l'Armement mondial, par J. Huon (éditions Grancher, 7 tomes, 2011-2015).